# Neodexiopsis vulgaris
Neodexiopsis vulgaris är en tvåvingeart som beskrevs av Márcia Souto Couri och Albuquerque 1979. Neodexiopsis vulgaris ingår i släktet Neodexiopsis och familjen husflugor. Inga underarter finns listade i Catalogue of Life.